# Rosiczka łyżeczkowata
Rosiczka łyżeczkowata (Drosera spatulata) – gatunek rośliny owadożernej z rodziny rosiczkowatych. W naturze występuje na rozległych obszarach od Nowej Zelandii, Tasmanii i Australii, przez południowo-wschodnią Azję, aż po Chiny i Japonię.

## Morfologia

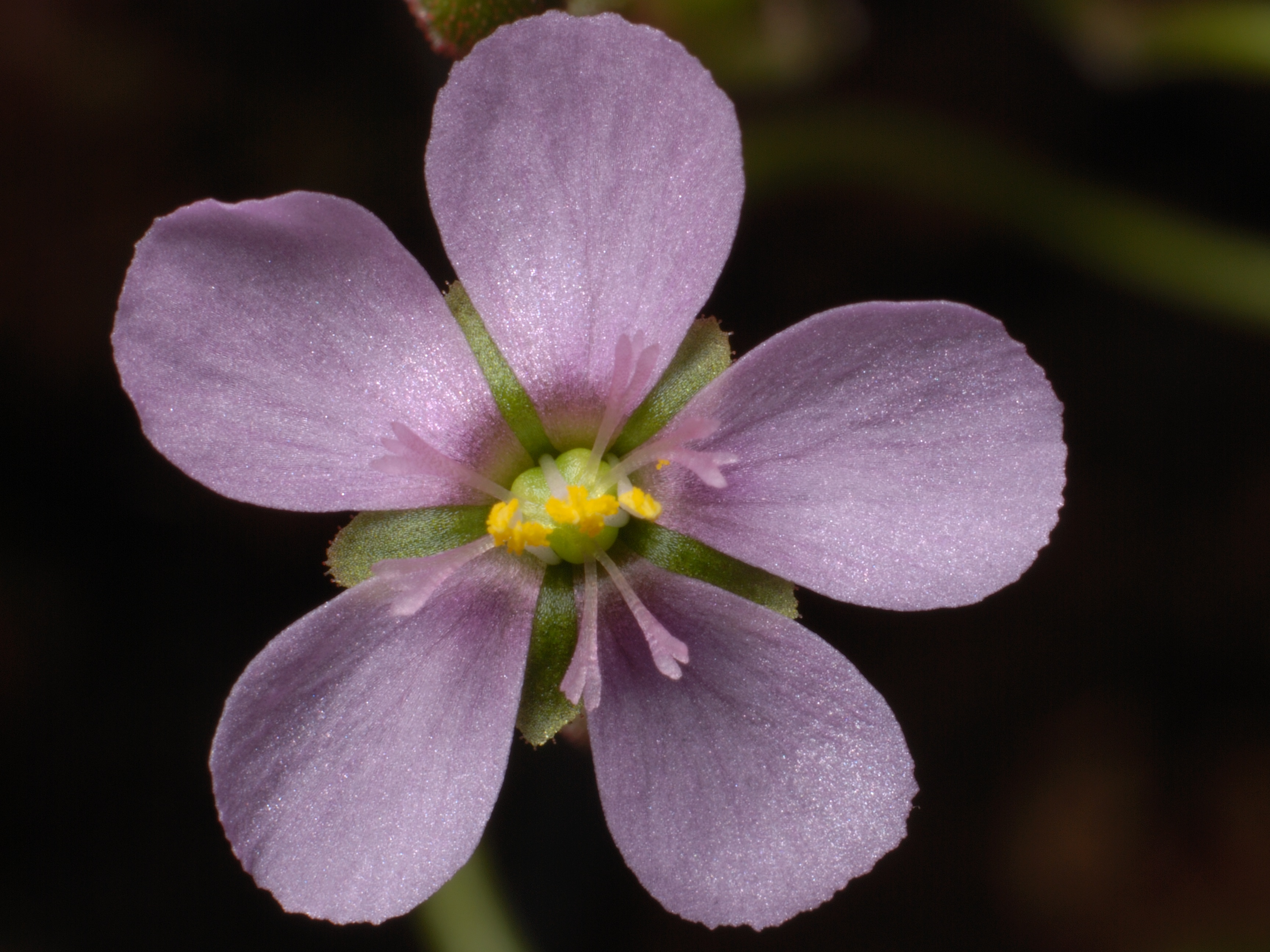
Kwiat

PokrójDrobna roślina, średnio 2,5–6 cm wysokości.
LiścieTworzy rozetę kilkunastu liści pułapkowych.
KwiatyZebrane w grono osiągające 20–30 cm wysokości.
Nazwę łacińską i polską zawdzięcza liściom w kształcie łyżeczki (łac. spatulata oznacza “w kształcie szpatułki”). 

## Biologia i ekologia
Bylina. Rośnie na torfowiskach i terenach podmokłych. Jej liście pułapkowe mają włoski gruczołowe wabiące i unieruchamiające ofiarę, pułapka zwija się do środka i trawi zdobycz przez jeden do dwóch tygodni.

## Uprawa
Roślina jest uprawiana w paludariach o wysokiej wilgotności powietrza (około 65-75% lub więcej).